# 66式鉄帽

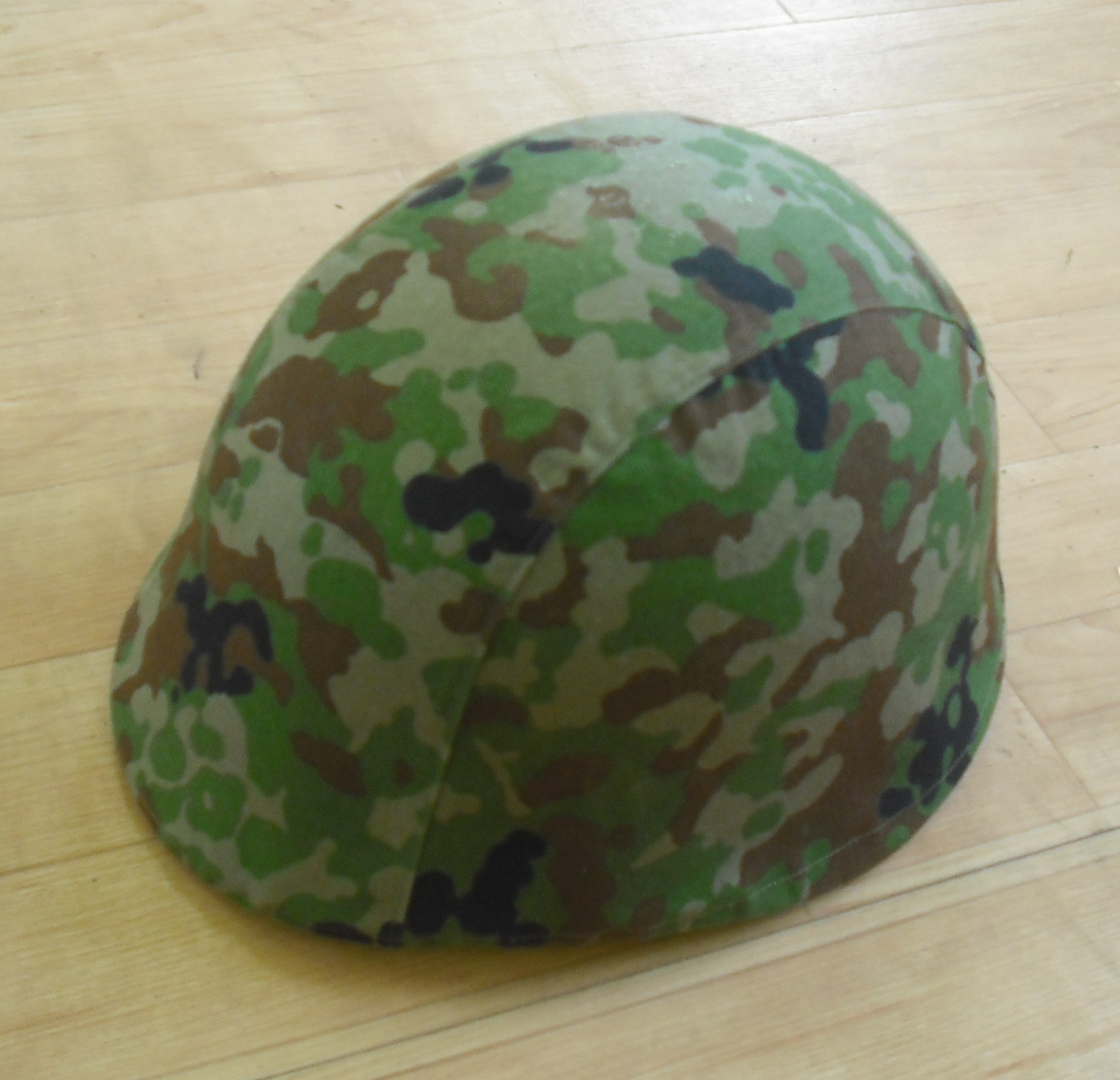
迷彩覆いを被せた状態

66式鉄帽（ろくろくしきてつぼう）は、自衛隊で使用されている戦闘用ヘルメットである。陸上自衛隊の他、海上自衛隊などでも使用される。現在は後継の88式鉄帽の調達が行われている。原型となったM1ヘルメット同様、合金製で純粋な鉄製ではない。外帽は指名契約で川崎製鉄（現JFEスチール）製造。中帽は契約入札による。

## 概要

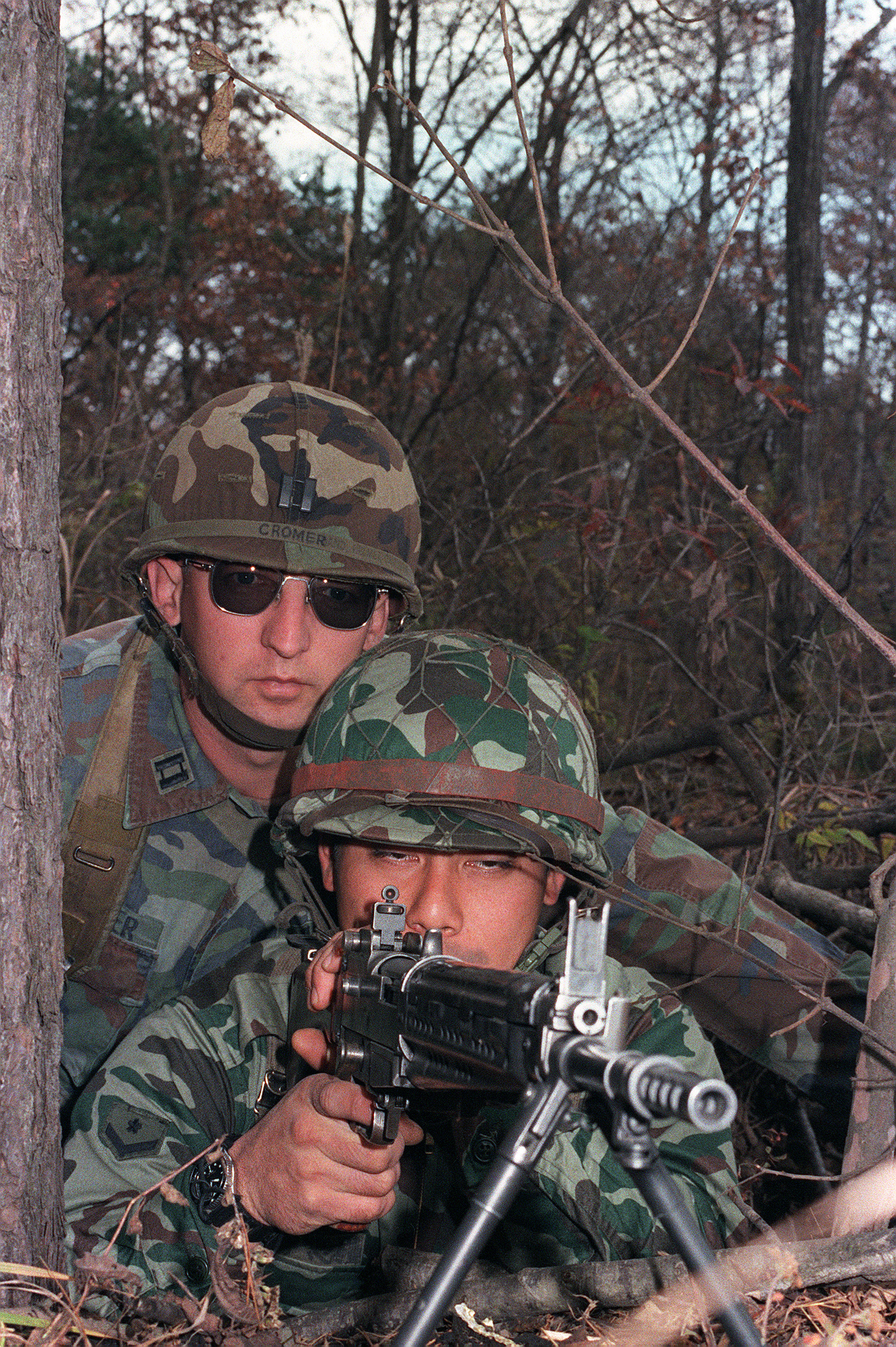
旧型迷彩の66式鉄帽をかぶった2等陸士（手前）と、M1ヘルメットをかぶった米軍人（奥）（1985年11月）

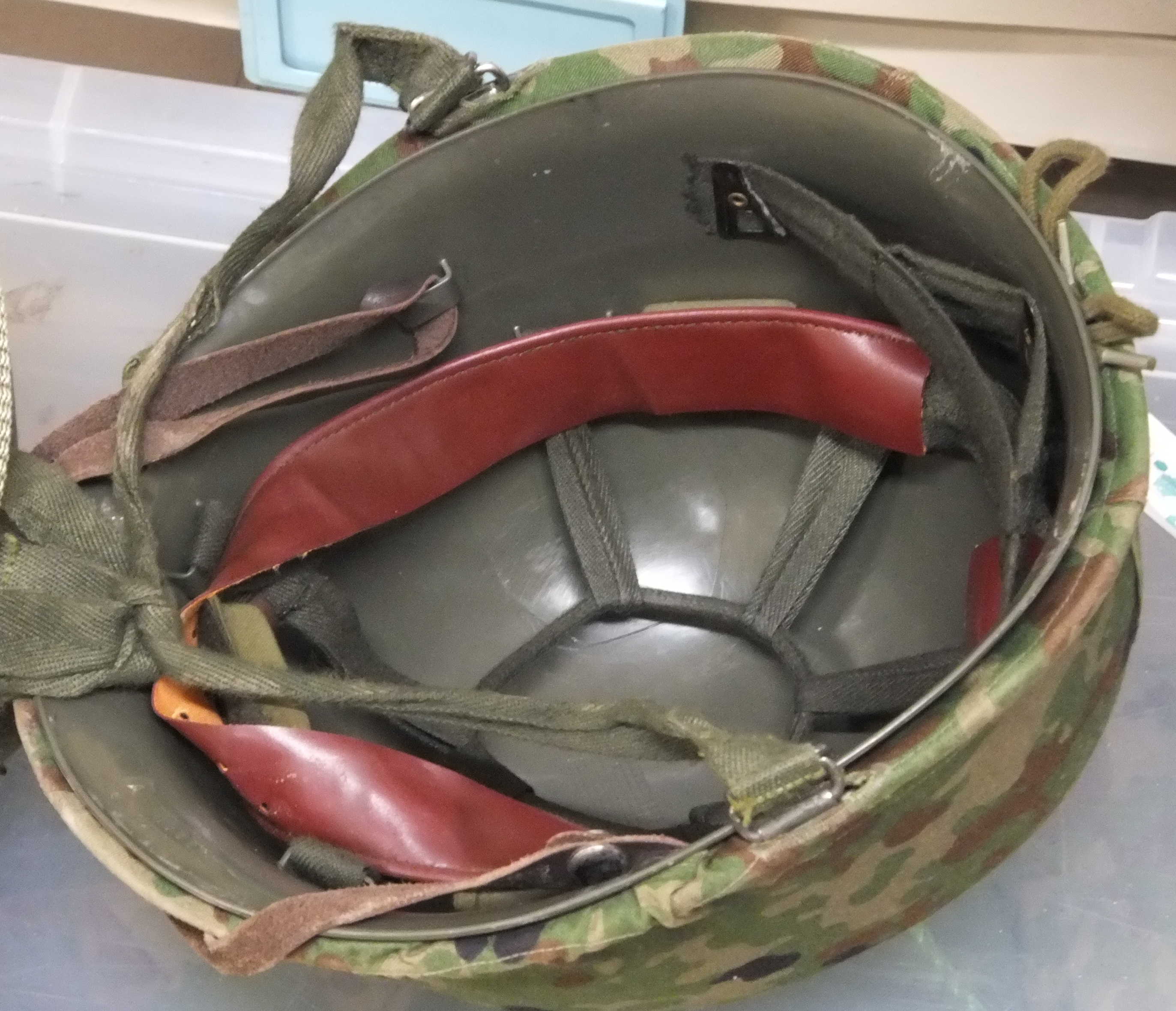
66式鉄帽の内側。サイズ調整は樹脂製中帽に付属するハンモックで行う。中帽のあご紐が外帽の目庇に掛けられている。

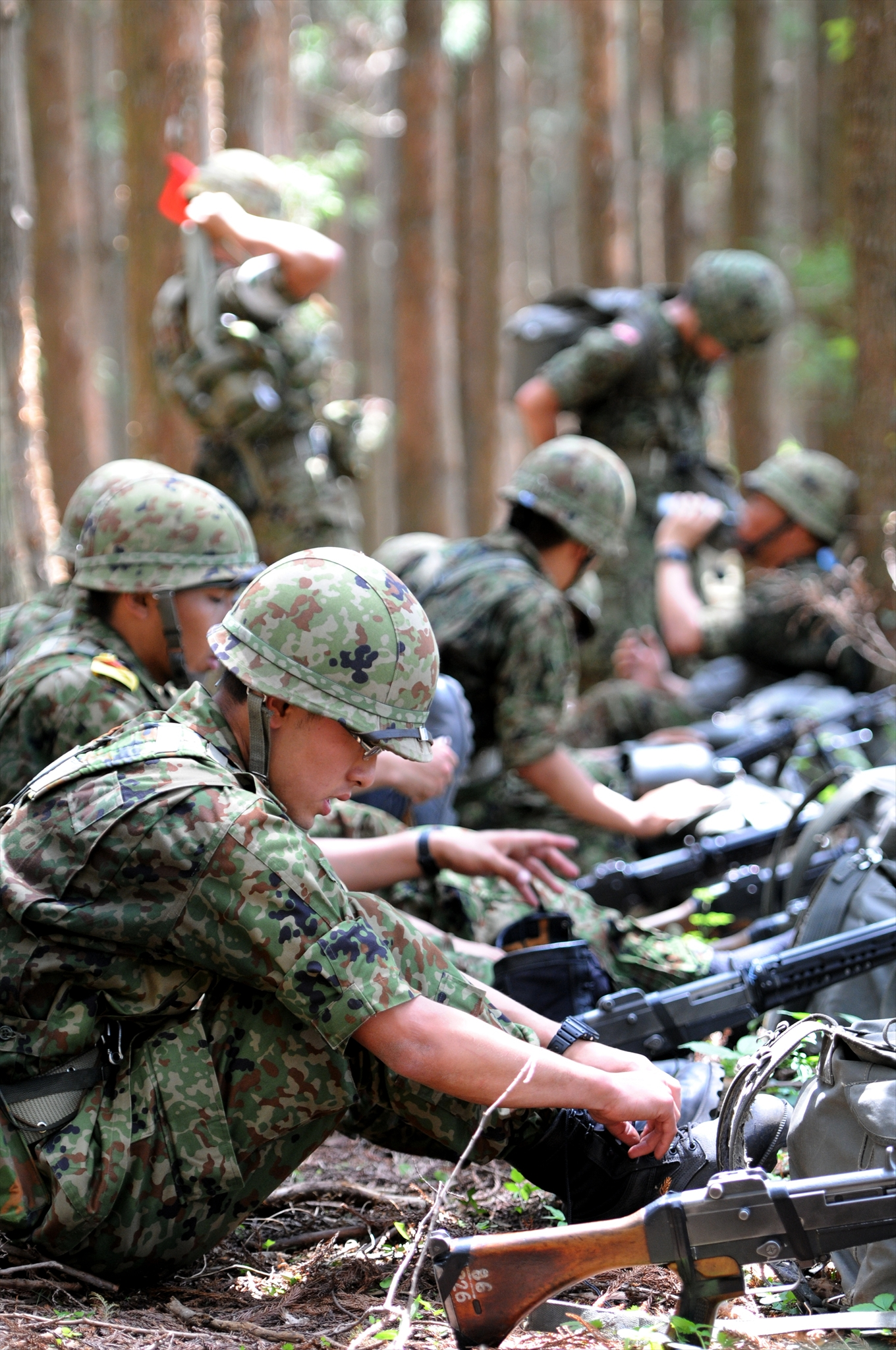
新型迷彩の66式鉄帽をかぶった自衛官候補生（2013年4月）

原型は第二次世界大戦や朝鮮戦争、ベトナム戦争などで米軍が使用したM1ヘルメットである。M1は警察予備隊や保安隊にも供与されており、これをベースに若干の改良を行い、1966年に制式採用されたのが66式鉄帽である。
米軍のものと同様に中帽（ライナー）と外帽（シェル）の2重構造になっている。米軍のM1に外見は似ているが、目庇の形状が若干長くなっている。また、M1がアメリカ人、特に最も多数派の白人のアングロサクソン系成人男性の頭部に最も適合するように設計された為、前後に長く大多数の日本人の頭部には安定性が悪いという問題点があったため、中帽のインナーが改良されている。
材質はM1に準じた高マンガン鋼が用いられている。この材質は戦前の大日本帝國陸軍制式の九八式鉄帽や九〇式鉄帽、或いは同時期に欧州の軍隊で用いられていた鉄帽のニッケルクロム鋼に比較して柔軟である。戦前の鉄帽が自身の硬度で命中した弾丸を破壊して貫徹を予防する設計であるのに対して、高マンガン鋼の66式やM1は命中した弾丸を自身の柔軟性を利用して凹みながら受け止める設計となっている。この為、戦前の鉄帽のように戦闘帽の上に直接小さめの鉄帽を被るのではなく、中帽の上に大きな（隙間の大きい）鉄帽を被る二段構えの構造となっている。64式7.62mm小銃の設計者の一人であり、66式の対射撃試験を担当した伊藤眞吉によると、66式には「試験弾丸が命中した際に穿孔してはいけないが、1-1/2インチ（約38ミリ）以下の凹みで弾丸を受け止めればよい」という性能要求が科されたという。また高マンガン鋼は掘削機・破砕機やブルドーザーといった土木建機の刃、レールのジョイント、建設機械などの無限軌道といった用途に広く用いられており、生産性や資源量の点で優位に立つ。
中帽は樹脂製の単純な金型成形で作られており、M1ヘルメットと同じようなハンモック構造となっている。中帽及び外帽の重量の合計は約1.4キログラムである。なお、前述の伊藤の記述によると、中帽は鉄帽を被せた状態で試験弾丸を受けた際に鉄帽の凹みに伴う衝撃を吸収し、「着弾による亀裂は生じて良いが、衝撃で破片が飛散してはならない」事が性能要求に科されたという。高速で飛散する破片は樹脂といえども頭部に大きな損傷を与えうる為である。
1988年に新型の88式鉄帽が採用されたが、現在でも66式を完全に更新するにはいたっておらず、大臣・陸幕・方面直轄の後方部隊や学校、教育隊、予備自衛官などで使用される。88式が配備された部隊でも、二重構造を廃し単一構造とした88式には中帽が存在しないことから、66式の中帽（一部では新設計の中帽,2形に更新）が軽作業用に使用され続けている。
警察組織でも防弾用装備として採用されており、色は紺色に塗装していることが多い。また、機動隊の「SB-8型防護面付特殊警備用ヘルメット」と同型のバイザーや防弾用バイザーを後付けしたモデルもある。前者はあさま山荘事件や三菱銀行人質事件で使用が確認されている。後者は現在でも発砲事件や発砲を伴う立てこもり事件で使用される他、過去に警視庁を始めとした銃器対策部隊の装備として採用されていた。近年、都市圏の警察組織では新型の防弾ヘルメットに更新されているが、地方の警察組織では銃器対策部隊用装備として現在も使用され続けている。

## 特徴

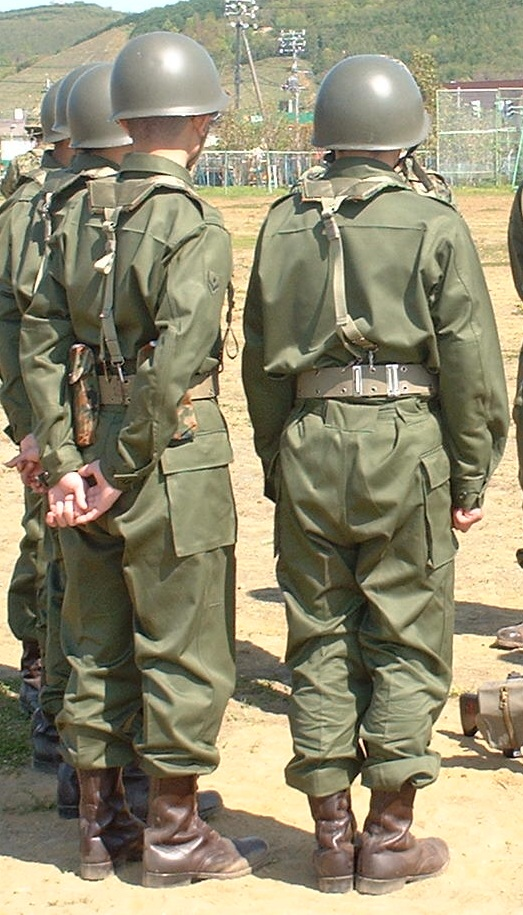
66式鉄帽を着用した2等陸士

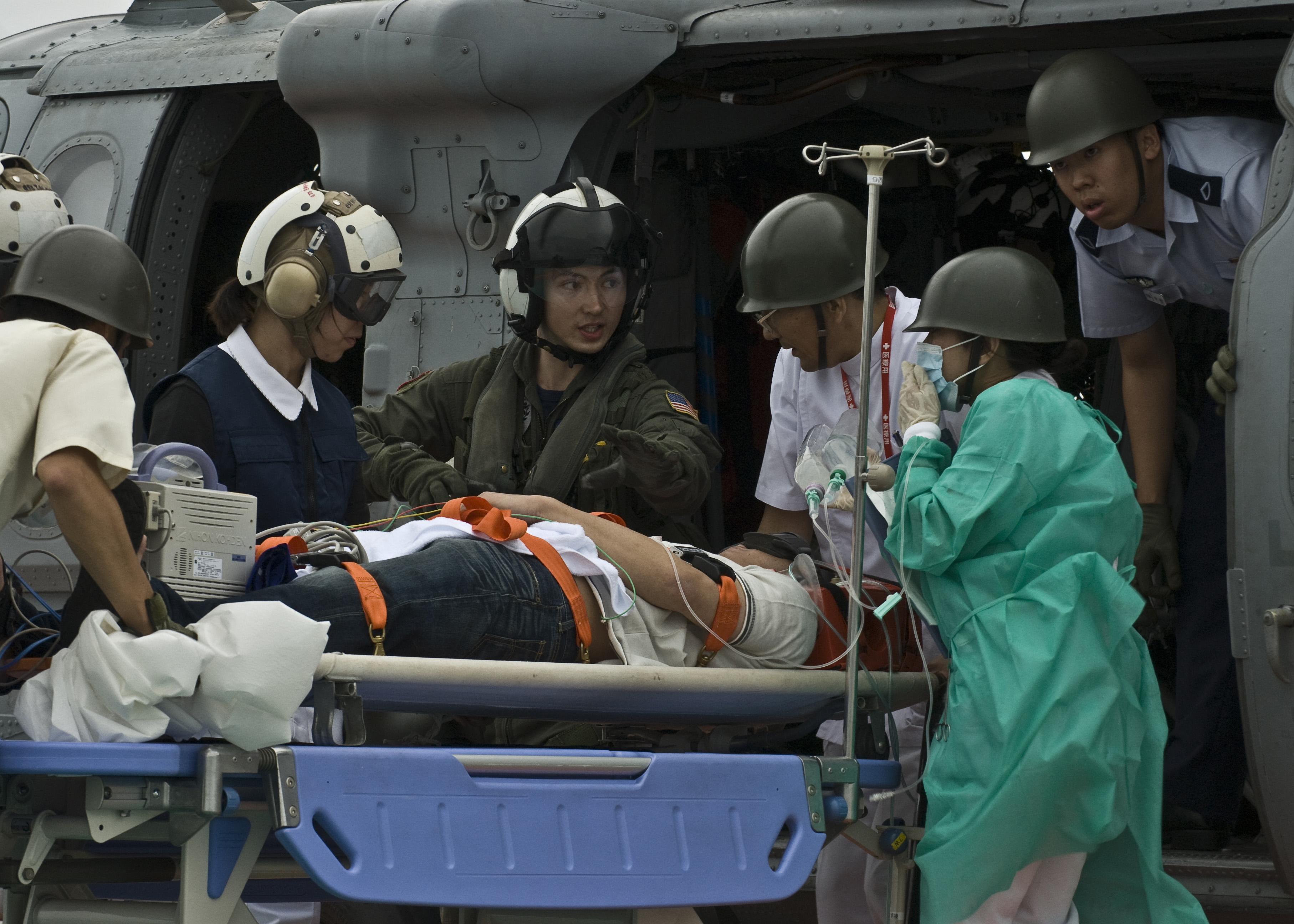
中帽を被った自衛官（右）

88式鉄帽と異なり、サイズは一種類のみである。調整はライナー内部の紐の縛り位置や、頭周部で保持するバンド部分で調整する。固定用のあご紐であるが、中帽については固定金具付き革製のものがある。外帽についてはOD色の布製の帯であるが、着脱の容易さと見栄えの為に、私物として専用のストラップを購入する場合もある。
色はつや消しのOD色であり、新品においては粒子状のざらざらした質感がある。部隊において新品が支給されず再塗装が施されたものについてはこの粒子感は再現されない（場合によっては緑色味が殆どなく灰色味の強い塗装となる）また、本体には迷彩効果がないため、上から布製の迷彩覆と、植生を利用する偽装網の装着が可能である。なお、偽装網を付けた場合にゴムバンドを併用する事があるが、これは売店で売っていたり、ゴムチューブなどから自作した隊員の私物である。66式鉄帽の迷彩覆い（,1形）は外帽、中帽の間に挟んで使用されているケースが一般的だが、本来は、米軍の覆いのように挟んで使うものではなく、外帽中帽の両方の上からかぶせて固定紐を締めるものだったが、外帽と中帽に挟んで使われる事で外帽と中帽が密着せず、安定性が一段と悪くなった。そこで、文房具のクリップ（ターンクリップ）を使用して外帽と中帽を後部で固定し、運動時のがたつきを抑えるなどの工夫も見られる。
顕著な欠点としてはM1ヘルメットよりもひさしが長く、64式7.62mm小銃の伏せ撃ちの際に鉄帽を深くかぶっていると、銃の照門とひさしが干渉することである。この点は後継の88式の導入で改善されている。その他、長時間被っているとライナー内部の紐が頭部に食い込む事が多い事などがあげられる。また、中帽に関しても2002年度より内装の形状の変更及び顎紐が従来の合成皮革製からナイロン製の取り外しが容易なものに変更されている。

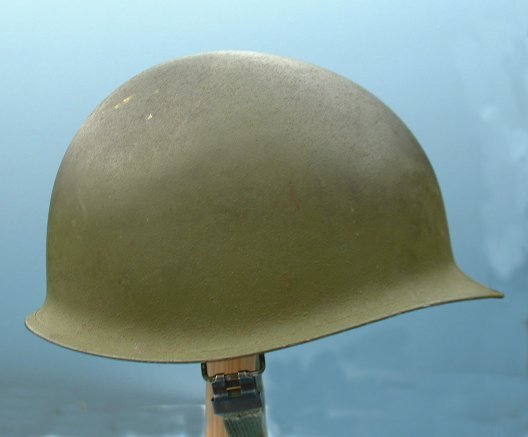
原型となったM1ヘルメット